# 210345 Barbon
210345 Barbon este o planetă minoră (asteroid), cu un diametru de 4,78 km, din centura de asteroizi. A fost descoperită pe 16 octombrie 2007 la  de Vincenzo Silvano Casulli⁠(d) și a fost numită după Roberto Barbon⁠(d). 
Obiectul prezintă o orbită caracterizată de o semiaxă mare de 3,0876442430513 UAi, o excentricitate de 0,1404528237563, o înclinație de 10,104305642043 ° în raport cu ecliptica.